# Prežihov Voranc
Prežihov Voranc, pseudoniem van Lovro Kuhar (Podgora, 10 augustus 1893 – Maribor, 18 februari 1950), was een Sloveense schrijver en politicus.

## Leven
Lovro Kuhar is geboren in Podgora pri Kotljah, waar hij ook naar de lagere school ging. Hij mocht van zijn vader zich niet inschrijven voor een verdere opleiding, en besloot daarom om met zelfstudie te beginnen. In 1919 werd hij arbeider in een staalfabriek in Ravne, later kreeg hij daar een hogere functie. 
Omwille van zijn lidmaatschap bij de communistische partij moest hij emigreren in 1930. Hij leefde in Wenen, Parijs en Moskou. Als agent voor de Komintern reisde hij rond Europa. Omwille van zijn communistische activiteiten werd hij ook meermaals gevangengenomen. Na verloop van tijd werd hij een van de leidende figuren van de communistische partij. Na een ruzie met Josip Broz Tito keerde hij in 1939 illegaal terug naar Slovenië, en verborg hij zich in de omgeving van Ljubljana. Tot april 1941, het begin van de Tweede Wereldoorlog in Joegoslavië, trok hij zich terug uit de politiek en richtte zich op het schrijven.
Na de oprichting van het verzet (Osvobodilna Fronta) werd Kuhar weer actief in de communistische partij. In het begin van 1943 werd hij gearresteerd en overgeleverd aan de Italianen. Na de capitulatie van Italië werd hij door de Duitsers overgebracht naar een gevangenis in Begunje, en daarna voor verhoor naar hoofdzetel van de Gestapo in Berlijn. De Duitsers boden hem de functie van president van Slovenië aan. Deze staat zou dan als een marionettenregering voor Duitsland fungeren. Kuhar wees dit aanbod af. Daarop werd hij naar het concentratiekamp Sachsenhausen gestuurd, en in januari 1945 naar Mauthausen, vanwaar hij na de oorlog terugkeerde naar huis.
Ook Lovro’s broer, Alojzij Kuhar, was actief in de politieke wereld. Hij was een katholieke priester en een van de leidende figuren van het SLS (Sloveense Volkspartij).
Verscheidene scholen in Slovenië dragen vandaag de naam  Prežih. De boekenwinkel Knjižnica Prežihov Voranc draagt ook haar naam ter ere van Lovro Kuhar.

## Werk
Het werk van Prežihov Voranc wordt gerekend tot het sociaal realisme.

### Voor volwassenen

#### Romans
- Požganica, 1939
- Doberdob, 1940
- Jamnica, 1945

#### Novellen
- Boj na požiralniku, 1935
- Samorastniki, 1940

#### Reisverhalen
- Od Kotelj do Belih vod, 1945
- Borba na tujih tleh, 1946
- Gosposvetsko polje, 1979

#### Sketches
- Povesti, 1925
- Solzice, 1949

#### Verhalen
- Naši mejniki, 1946
- Opustošena brajda, 1946

#### Pamfletten
- Boj za osvoboditev in združitev slovenskega naroda
- Za samoodločbo slovenskega naroda
- O slovenskih mejah

### Jeugdliteratuur

#### Sketches
- Solzice, 1949
- Kanjuh iz Zagate

#### Verhalen
- Čez goro k očetu, 1961
- Prvi maj, 1961
- Levi devžej, 1962
- Tisoč in en dan, 1969

## Erkenning en prijzen
Prežihov Voranc kreeg voor zijn sketch Solzice de Prešerenprijs (1950). In 1949 kreeg hij hiervoor al de Lestikovaprijs.
- Bibsys: 98035054
- Bibliothèque nationale de France: cb10109635t (data)
- CiNii: DA17167623
- Gemeinsame Normdatei: 118885685
- International Standard Name Identifier: 0000 0003 6854 9369
- Library of Congress Control Number: n84100804
- Nationale Bibliotheek van Letland: 000176141
- Nationale Bibliotheek van Tsjechië: jn19990210502
- Nationale bibliotheek van Australië: 36557242
- Nationale en Universitaire bibliotheek Zagreb: 000100402
- Nederlandse Thesaurus van Auteursnamen: 071169334
- Réseau des bibliothèques de Suisse occidentale: 02-A023114525
- Istituto Centrale per il Catalogo Unico: SBLV246416
- LIBRIS: 84872
- Système universitaire de documentation: 135491738
- Trove: 1290934
- Virtual International Authority File: 34445324